# Céline Laporte
Céline Roseline Laporte (sinh ngày 7 tháng 12 năm 1984 tại Cannes, Pháp) là một nữ vận động viên đến từ Seychelles hiện có trụ sở tại Pháp. Cô đại diện cho Pháp cho đến năm 2003.
Cô đã tham dự Đại hội Thể thao Khối thịnh vượng chung năm 2006, nơi cô nhận được huy chương đồng trong môn nhảy xa nữ. Cô đã tham gia cuộc thi vượt rào 100 mét tại Thế vận hội Mùa hè 2004 và Giải vô địch thế giới năm 2005. Năm 2006, cô đã giành được huy chương bạc ở môn nhảy dù tại Giải vô địch châu Phi

## Thành tích
| Năm                     | Giải đấu                   | Địa điểm                           | Thứ hạng          | Nội dung          | Chú thích         |
| Representing Pháp       | Representing Pháp          | Representing Pháp                  | Representing Pháp | Representing Pháp | Representing Pháp |
| ----------------------- | -------------------------- | ---------------------------------- | ----------------- | ----------------- | ----------------- |
| 2002                    | World Junior Championships | Kingston, Jamaica                  | 13th              | Heptathlon        | 4967 pts          |
| Representing Seychelles |                            |                                    |                   |                   |                   |
| 2003                    | World Championships        | Paris, France                      | 37th (h)          | 100 m hurdles     | 14.29             |
| 2003                    | All-Africa Games           | Abuja, Nigeria                     | –                 | Heptathlon        | DNF               |
| 2004                    | African Championships      | Brazzaville, Republic of the Congo | 3rd               | Heptathlon        | 5172 pts          |
| 2004                    | Olympic Games              | Athens, Greece                     | 35th (h)          | 100 m hurdles     | 13.92             |
| 2005                    | World Championships        | Helsinki, Finland                  | 30th (h)          | 100 m hurdles     | 14.00             |
| 2005                    | Jeux de la Francophonie    | Niamey, Niger                      | 2nd               | Long jump         | 6.24 m            |
| 2006                    | Commonwealth Games         | Melbourne, Australia               | 3rd               | Long jump         | 6.57 m            |
| 2006                    | African Championships      | Bambous, Mauritius                 | 6th               | Long jump         | 6.01 m            |
| 2006                    | African Championships      | Bambous, Mauritius                 | 2nd               | Heptathlon        | 4932 pts          |